# Dovi
Dovi è un arrondissement del Benin situato nella città di Zangnanado (dipartimento di Zou) con 5.073 abitanti (dato 2006).